# Serafima Amosova
Serafima Tarasovna Amosova (em russo:  Серафима Тарасовна Амосова; 20 de agosto de 1914 - 17 de dezembro de 1992) foi a vice-comandante de operações de voo do 46º Regimento de Aviação de Bombardeiros Noturnos da Guarda durante a Segunda Guerra Mundial.

## Vida pregressa
Amosova nasceu na Sibéria central em 20 de agosto de 1914 em uma família da classe trabalhadora; seu pai trabalhava na estação ferroviária local de Chernorechenskaya. Seu avô, Anton Amosov, mudou-se da Bielo-Rússia para a Sibéria no final do século XIX. Depois de se formar na escola em 1929, ela ingressou na Komsomol e encontrou trabalho como líder de um destacamento pioneiro e, em 1933, foi delegada na Conferência de Trabalhadores Pioneiros de Todos os Sindicatos em Moscou. Com o sonho de se tornar piloto, ela entrou no DOSAAF, mas caiu com o planador no dia em que deveria se formar no treinamento de voo. Depois de se recuperar dos ferimentos, ela frequentou a Escola de Aviação Tambov.  Em 1936 ela se formou com honras e recebeu sua licença de piloto, depois de trabalhar para a Aeroflot como piloto na rota Moscou - Irkutsk, entregando correspondência em um Petlyakov Pe-5. Após a escalada da Segunda Guerra Mundial em toda a Europa, em janeiro de 1941 ela foi nomeada comandante de esquadrão para treinar homens em idade militar no Aeroporto de Yanaul, no Bascortostão.

## Carreira militar
Apenas alguns dias após a invasão alemã da União Soviética em 1941, Amosova e várias outras instrutoras enviaram uma carta solicitando o envio para a frente de guerra. Enquanto os alunos do sexo masculino foram enviados para a frente de guerra, as instrutoras de voo foram instruídas a permanecer no Bascortostão para treinar novos cadetes. Após mais persistência, foram encaminhadas para Marina Raskova, fundadora de três regimentos de aviação femininos. Depois de receber essa carta, ela voou imediatamente para Moscou para se encontrar com Raskova, que a aceitou no regimento. Depois de se formar na Escola de Aviação Militar de Engels em maio de 1942 com o posto de tenente, ela foi destacada para a Frente Sul como comandante de esquadrão no 588º Regimento de Bombardeiros Noturnos, mais tarde renomeado como 46º Regimento de Bombardeiros Noturnos de Guardas em 1943. Por ser uma das pilotos mais experientes do regimento, logo foi promovida a vice-comandante de operações de voo. Durante a primeira surtida do regimento, ela voou como piloto com a navegadora Larisa Litvinova, que mais tarde se tornou uma Heroína da União Soviética, seguindo cuidadosamente o avião da comandante do regimento Yevdokiya Bershanskaya e da navegadora Sofiya Burzaeva.
Em uma missão, quando Amosova estava voando como piloto para bombardear um quartel-general do Eixo, ela atrasou o lançamento de suas bombas devido à falta de fogo antiaéreo quando sobrevoou o alvo, esperando o fogo antiaéreo de um alvo tão importante. Suspeitando que eles estavam no local errado, ela voou de volta para um posto de controle aéreo e fez outra abordagem, mas foi novamente recebida pela falta de fogo antiaéreo. Chocada com o fato de um alvo tão importante para o bombardeio não estar protegido pela artilharia antiaérea, ela voltou ao posto de controle e fez uma terceira abordagem, após a qual lançaram as bombas e esperaram para ver se haveria algum contra-ataque. Somente após o lançamento das bombas o Eixo lançou fogo antiaéreo, provavelmente porque não queria indicar a posição do alvo.
Ela fez um total de 555 surtidas na guerra, tendo participado de campanhas de bombardeio noturno no norte do Cáucaso, Stavropol, Cubã, Novorossiysk, Crimeia, Kerch, Bielorrússia e Polônia, além de lançamento aéreo de suprimentos para pousos anfíbios e realização de voos diurnos em busca de áreas para uso como aeródromos.

## Vida posterior
Pouco depois do fim da guerra, ela se casou com o piloto da força aérea Ivan Taranenko e adotou o sobrenome dele. Por um tempo eles moraram em Asgabade, na RSST, que foi devastada por um terremoto em 1948 e resultou na morte de sua filha. Juntos, o casal criou três filhos, e todos eles cresceram para trabalhar na aviação ou servir nas forças armadas. Ela trabalhava como editora de revista e falava aos jovens sobre patriotismo. Ela morreu em Moscou em 17 de dezembro de 1992.